# 電藍調
電藍調（英語：Electric blues）也稱為電子藍調，泛指任何對於樂器通過使用放大器來區別的藍調音樂。吉他是最早開始普遍使用放大器的樂器，並被1930年代後期的丁骨·沃爾克和1940年的約翰·李·胡克及馬迪·沃特斯使用 。他們的藍調風格發展成西海岸藍調, 底特律藍調，和二戰後的芝加哥藍調，與早期藍調主要是不插電的原聲風格不同。然而到了1950年代初期小沃爾特是以藍調口琴為特色的獨奏家，藍調口琴和手持式麥克風同時握在手上，聲音經過擴音器的導線接至音箱得以放大音量。雖然經歷了一段時間，1960年代初期的電貝斯還是逐漸取代了低音提琴。電子風琴和許多類型的電子鍵盤樂器後來被廣泛的運用於電藍調。

## 早期各區域發展
藍調和爵士樂一樣，可能都是在1930年代後期開始使用擴音器和音箱。第一個被公認的電藍調明星一般認為是出生於德克薩斯州的丁骨·沃爾克。他在他漫長的職業生涯中將藍調與搖擺樂和爵士樂的元素結合在一起。二戰以後，電藍調音樂在美國各個城市的非洲裔移民廣泛的流行，如芝加哥、孟菲斯、底特律、聖路易斯和西海岸。最初的衝動是聽到生動的家庭聚會派對的大音量。在小場地上演奏時，與大型爵士樂團相比，藍調樂團的音量大小往往保持適中。早期階段，電子藍調通常使用放大音量的電吉他、低音提琴(逐漸被電貝斯所取代)以及通過麥克風和揚聲器系統，或使用吉他音箱放大演奏的口琴。